# 王灿龙
王灿龙（1962年—），男，汉族，安徽池州人，中国社会科学院语言研究所研究员，中国社会科学院大学教授。

## 生平
1993年7月研究生毕业于安徽师范大学语言研究所，获文学硕士学位。1999年7月于中国社会科学院研究生院语言系博士研究生毕业，获文学博士学位。1999年7月至今，在中国社会科学院语言研究所工作，历任助理研究员、副研究员、研究员。
2018年1月，代表社会科学界当选第十三届全国政协委员。2023年1月，代表社会科学界当选第十四届全国政协委员。

## 社会兼职
全国人大常委会法制工作委员会立法语言文字规范专家咨询委员会委员，国务院法制办公室法律用语咨询专家，国家语言文字工作委员会语言文字督导专家。